# Magnus Björn (1701–1763)
Magnus Björn, född 4 december 1701 i Åtvids församling, Östergötlands län, död 5 september 1763 i Tingstads församling, Östergötlands län, var en svensk präst. Han var sonson till Magnus Björn (1638–1700).

## Biografi
Björn föddes 1701 i Åtvids församling. Han var son till handlanden Jonas Björn och Annica Schomerus. Björn blev höstterminen 1721 student vid Uppsala universitet och avlade filosofie kandidatexamen 1742. Han prästvigdes 13 maj 1744 och blev domesticus episcopi 1746. Björn blev 1750 kyrkoherde i Tingstads församling. Han avled 1763 i Tingstads församling och begravdes 11 september i Tingstads kyrkas sakristia.

### Familj
Björn gifte sig 5 augusti 1750 med Margareta Löfgren (1705–1780). Hon var dotter till kyrkoherden Simon Löfgren och Margareta Wong i S:t Laurentii församling, Söderköping. Margareta Löfgren var änka efter kyrkoherden Johan Wiman i Tingstads församling.